# Bulawayo
Bulawayo Zimbabwe második legnagyobb városa, Harare után. Az azonos nevű tartomány székhelye.
A 19. században alapított város az ország fő ipari központja, ahol autógumit, textíliát, építőanyagot, élelmiszereket, gépeket, bútort gyártanak. A közelben arany-, azbeszt-, krómérc-, és ón-lelőhelyek vannak. 
A turisták részben kellemes klímája miatt kedvelik a várost, részben pedig az innen kb. 20 km-re levő Khami-romok (a 13-15. század között virágzott civilizáció) maradványai miatt látogatnak ide, amely az UNESCO kulturális világörökségének része.  Nem messze innen egy nagy kiterjedésű természetvédelmi terület (Matobo Nemzeti Park) is van.

## Fordítás
- Ez a szócikk részben vagy egészben  a   Bulawayo című német Wikipédia-szócikk fordításán alapul.  Az eredeti cikk szerkesztőit annak laptörténete sorolja fel. Ez a jelzés csupán a megfogalmazás eredetét és a szerzői jogokat jelzi, nem szolgál a cikkben szereplő információk forrásmegjelöléseként.